# Colectivo Mwasi
El Colectivo Mwasi, en francés MWASI - Collectif Afroféministe, creado el 22 de noviembre de 2014, es una asociación afrofeminista basada a París que pretende crear una crítica múltiple al sistema capitalista. Centrándose en los principios del feminismo, los miembros del colectivo desean crear un afrofeminismo francés inspirándose en diferentes teorías e ideologías afrofeministas estadounidenses. El grupo Mwasi declara que aun cuando las razas no existen de manera biológica sí existen desde un aspecto político y social, argumentando que los prejuicios raciales se reproducen dentro del sistema republicano francés que habla de una "ceguera de colores" (Color blindness en inglés) sin considerar la construcción del imaginario racial y el privilegio blanco.
El colectivo está integrado por mujeres cisgéneros o transgéneros que se identifican como negras o afrodescendientes. Declara que no existe ninguna jerarquía de razas, de la misma manera que el "racismo antiblanco" no existe, debido a la posición dominante de la blanquitud.
Especialmente conocido por la organización del festival Nyansapo en París en 2017, la elección de la no-mixidad racial ha levantado numerosas críticas de parte de organizaciones antirracistas institucionales y de personalidades políticas.

## Objetivos
Mwasi significa "mujer" en idioma lingala. El colectivo fue creado en 2014 en París como reacción a las violencias sexuales en República Democrática del Congo. Formado por mujeres negras, Mwasi tiene como objetivo realizar una "crítica interseccional del sistema capitalista, heteropatriarcal y racista". En este marco, el colectivo organiza eventos que incorporan causas políticas y LGBT, debates relacionados con la inmigración y la descolonización y las luchas afrofeministas contra el sexismo, el patriarcado y el racismo anti-negro.
Abogan por la emancipación de las mujeres de la inmigración africana y propone un afrofeminismo francés utilizando los conceptos desarrollados en otras partes del mundo, como el Black feminism estadounidense.
- La propuesta de este colectivo se enfoca en la abolición de la negrofobia, el heteropatriarcado y el capitalismo.[7]
- Se enfoca en la lucha política contra la invisibilización como sujetos políticos de las mujeres negras.[7]
- Se openen a la "feminización" o diversificación en cuanto a discurso inclusivo de las élites capitalistas, esto enfocando la integración de la lucha política afro-feminista y anticapitalista.[7]
- Integran la movilización en contra del imperialismo occidental.[7]

## Toma de posiciones
El colectivo Mwasi está organizado según una no-mixidad de género y "racial", valiéndose de numerosas críticas de sectores feministas con la acusación de "comunitarismo". Según Fatima Benomar los espacios de no-mixitud no son sinónimo de hostilidad hacia los hombres sino que debe permitir a las mujeres su emancipación. Teniendo como objetivo subrayar la visión y las luchas de mujeres negras, no se reconocen como parte de organizaciones como Osez le féminisme ! o Chiennes de garde quienes -considera el colectivo- tienen luchas que no son compatibles y tienen otras prioridades que no son las mujeres de las minorías.
El colectivo ha decidido de no aliarse con organizaciones antirracistas tales como la LICRA o SOS RACISMO al considerar que desarrollan un antirracismo que no "tiene en cuenta las relaciones de dominación y de poder".

## Controversias
Se han planteado numerosas controversias en relación con la aplicación de la no-mixidad de género y de raza, uno de los principios base de la asociación.

### Festival Nyansapo
Organizado del 28 al 30 de julio de 2017, el festival Nyansapo se celebró en el XI Distrito de París y reservaba algunos talleres a las mujeres negras. La web de extrema derecha Fdesouche y políticos como Wallerand de Saint-Just las acusaron de desarrollar el "racismo antiblanco".. La alcaldesa de París Anne Hidalgo anunció una investigación de la jefatura de policía en relación con la celebración de un "acontecimiento discriminatorio" celebrado en La General de París, un espacio municipal de creación artística y laboratorio social. En relación con lo hechos, La General publicó un comunicado en apoyo al festival denunciando una campaña de desinformación por parte de la extrema derecha. La LICRA y SOS RACISMO criticaron también el festival considerándolo un "repliegue identitario".
Anne Hidalgo comunicó después vía Twitter que se había logrado una solución. Finalmente los talleres se celebraron en locales privados no municipales y la asociación pudo continuar con la organización de su festival.

### Difusión de la películaBlack Panther (Pantera Negra)
Tras el entreno de Black Panther, primera película del superhéroe Marvel de origen africano, la asociación organizó una proyección reservada a personas negras el 17 de febrero de 2018. En base de nuevo a la denuncia de no-mixidad racial, la Licra reclamó al primer ministro francés, al defensor de los derechos y a la red de cines MK2 la anulación de esta proyección. A pesar de que fue anuncia su cancelación, según la asociación la reunión se llevó a cabo.